# Lepa Vida
Lepa Vida – słoweński mit będący społeczno psychologiczna pieśnią. Tematyka jest zbliżona do śródziemnomorskich ballad o żonie-matce. Pierwsze mity o Lepej Vidzie powstały między IXa XI wiekiem. Lepa Vida jest stałym motywem w Słoweńskiej literaturze.

## Tematyka
Wersja z tragiczną końcówką
Nieznajomy marynarz zwabia Lepą Vide na swój statek. W momencie, gdy zaczyna rozumieć, iż nie ma żadnej możliwości by uciec porywaczowi, postanawia skoczyć do wody i umrzeć. Ta wersja pochodzi od śródziemnomorskich opowieści, lecz minimalnie się od nich różni. W słoweńskiej wersji marynarz zwabia kobietę za pomocą lekarstw dla chorego syna, a w wersji pierwotnej jest to drogocenny towar.
Wersja o Lepej Vidzie zwabionej na statek i jej późniejszym smutku w obcym świecie
Lepa Vida jest młodą, dobrą lecz biedną i strudzoną kobietą. Mieszka ona ze swoim chorym synem i starym mężem. Kobieta poznaje marynarza, który opowiada o życiu w Hiszpanii i obiecuje, że może ją tam zabrać. Już w czasie podróży statkiem zaczyna sobie zdawać sprawę ze swojego błędy, lecz postanawia po przybiciu do brzegu zostać pielęgniarką na tamtejszym dworze. Jedyne co wiemy to, że Vida nie umiera, lecz jej dalsze losy nie są opisane
Wersja o Lepej Vidzie zwabionej na statek, jej zamorskim życiu i powrocie po syna
W tej wersji marynarz ponownie zwabia kobietę na statek proponując jej lekarstwa dla chorego syna. Po dotarciu do celu Vida postanawia zostać konkubiną porywacza. Kobieta cały czas pragnie tylko być ze swoim synem, lecz jej partnera to nie interesuje. W cudowny sposób, lecz z pomocą słońca wraca ona po swojego syna, by zabrać go do nowego domu.

## Lepa Vida w twórczości słoweńskich pisarzy
Motyw Lepej Vidy widoczny jest w dziełach wielu ważnych słoweńskich twórców, takich jak: France Prešeren, Josip Jurčič, Josip Vošnjak, Ivan Cankar czy Boris Pahor.

## Dzieła zawierające mit Lepej Vidy
- Josip Jurčič: Lepa Vida (1877)
- Boris Pahor: Mesto v zalivu (1955)
- Anton Ingolič: Onduo, moj črni fant (1972)
- Marjeta Novak: Kristina (1985)
- Dušan Jelinčič: Bela dama devinska (2010)
- Jože Vošnjak: Lepa Vida (1893)
- Ivan Cankar: Lepa Vida (1911)
- Dragan Šanda: Lepa Vida (1915)
- Janko Moder: Lepa Vida (1944)
- Ferdo Kozak: Vida Grantova (1946)
- Jože Tomažič: Lepa Vida (1956)
- Miloš Mikeln: Petra Šeme pozna poroka (1956)
- Vinko Trinkaus: Lepa Vida (1960)
- Matjaž Kmecl: Lepa Vida ali problem svetega Ožbalta (1977)
- Rudi Šeligo: Lepa Vida (1978)
- Alenka Goljevšček: Otrok, družina, družba ali lepa Vida 1987(1987)
- France Prešeren: Od lepe Vide (1832)
- Oton Župančič: Skrinja (1894)
- Cvetko Golar: Lepa Vida (1900)
- Oton Berkopec: Lepa Vida(1906)
- Igo Gruden: Pesem o lepi Vidi (1920)
- Cvetko Golar: Lepa Vida (1921)
- Bogomir Magajna: Vida (1921)
- Alojz Gradnik: Devin (1926)
- Miran Jarc: Slovenski soneti (2. sonet) (1938)
- Vinko Beličič: Molitve za domovino (1939)
- Asta Znidarčič: Lepa Vida (1956)
- Edvard Kocbek: Neznanka (1963)
- Edvard Kocbek: Zamorska (1963)
- Mart Ogen: Cool št. 2 (1964)
- Emil Miklavčič: Vidina pesem (1966)
- Filip Fischer: Lepa Vida (1967)
- France Pibernik: Lepa Vida (1973)
- Bruna Pertot: Grljanska pomlad (1977)
- Srečko Rijavec: Lepa Vida (1981)
- Ivan Cankar: Lepa Vida (1904)
- Boris Pahor: Vrnitev lepe Vide (1948)
- Juš Kozak: Lepa Vida (1913)
- Bogomir Magajna: Privid lepe Vide (1925)
- France Bevk: Žerjavi (1932)
- Prežihov Voranc: Ljubezen na odoru (1940)
- Stanko Vuk: Lepa Vida (1949)
- Miško Kranjec: Lepa Vida prekmurska (1972)
- Beno Zupančič: Lepa Vida (1978)
- Karel Krajcar: Slovenske pravljice iz Porabja (1984)